# BioShock Infinite
BioShock Infinite – gra komputerowa z gatunku first-person shooter, trzecia część serii BioShock. Początkowo znana jako Project Icarus. Została wyprodukowana przez studio Irrational Games i wydana przez 2K Games 26 marca 2013 roku na platformach Microsoft Windows, PlayStation 3 i Xbox 360. We wrześniu 2016 roku gra pojawiła się na konsolach PlayStation 4 i Xbox One w ramach zestawu BioShock: The Collection. BioShock Infinite nie jest bezpośrednim sequelem ani prequelem poprzednich części, akcja rozgrywa się w innej lokalizacji i innym przedziale czasowym, chociaż tematyka i rozgrywka jest podobna. Gracz wciela się w byłego detektywa z Agencji Pinkertona, Bookera DeWitta, który usiłuje spłacić swój dług. Aby to zrobić, musi przywieźć kobietę z powietrznego miasta Columbia. Całość rozgrywa się w 1912 roku. W lipcu 2013 roku podano, że sprzedano ponad 4 mln kopii tytułu.
Redakcja magazynu PC Gamer UK w 2015 roku przyznała grze 38. miejsce na liście najlepszych gier na PC.

## Charakterystyka

### Lokalizacja i frakcje
Miejscem akcji gry BioShock Infinite jest miasto znajdujące się w przestworzach przy pomocy gigantycznych sterowców i balonów o nazwie Columbia, nazwane tak w hołdzie żeńskiej personifikacji Stanów Zjednoczonych. W przeciwieństwie do budowanego w tajemnicy Rapture (miejsca akcji poprzednich części gry), Columbia została zbudowana przez rząd Stanów Zjednoczonych i otwarta w 1900 roku z wielką pompą i przy udziale publiczności. Miasto miało symbolizować amerykańską wyjątkowość; jeden z trailerów nawiązuje do wystawy światowej z 1893 roku, kiedy narodziła się koncepcja amerykańskiej wyjątkowości. Z wyglądu miasto przypomina latającą wystawę światową, mogącą podróżować w dowolne miejsce na świecie. Mimo to wydało się, że miasto już po otwarciu (ale przed wydarzeniami z gry) spełniało rolę ciężko uzbrojonego okrętu wojennego i brało udział w "międzynarodowym incydencie" strzelając do grupy chińskich cywilów w trakcie powstania bokserów. Rząd wkrótce wyparł się miasta, które po pewnym czasie zaginęło. Columbia stała się, jak ją opisał Nick Cowen w The Guardian, „rodzajem wędrującego demona przenoszącego się z miejsca na miejsce i narzucającego swoją wolę ludziom mieszkającym na ziemi” („a kind of roaming boogie man moving from place to place and imposing its will on people below”).
Na skutek izolacji miasta między różnymi frakcjami i mieszkańcami chcącymi przejąć władzę wybuchła wojna domowa. W czasie rozpoczęcia akcji gry pozostały już tylko dwie walczące ze sobą frakcje. Jedna grupa to Założyciele (oryg. Founders) – pozostałości z frakcji zachowującej kontrolę nad miastem, pod przywództwem Zachary'ego Hale Comstocka. Frakcja ma na celu zachowanie Columbii jako miasta przeznaczonego wyłącznie dla białych Amerykanów, odmawiając praw obcokrajowcom i czarnoskórym. Drugą grupą jest Vox Populi pod dowództwem Daisy Fitzroy. Stanowi całkowite przeciwieństwo Założycieli. Grupa złożona jest z różnych frakcji o podobnych poglądach dążących do przywrócenia pełnych praw wszystkim mieszkańcom. Jednak lata walki spowodowały, iż Vox Populi zaślepione nienawiścią zaczęło stosować niezwykle brutalne metody prowadzące do wewnętrznych podziałów.
Podobnie jak Rapture, Columbia jest antyutopią, ale znaki w grze sugerują raczej obecność teokratycznego rządu sprawującego władzę. Poza tym można znaleźć w nim koncepcje czystości rasowej, takie jak nazizm, jingoizm i ksenofobię. Jeden z przedmiotów znajdujący się w paczce dla prasy zawierał kwestionariusz należący rzekomo do jednego z imigrantów, który przybył na Columbię. Według niego, osoby pochodzące z Europy i Irlandii musiały podać bardzo szczegółowe informacje takie jak wyznanie i dane dotyczące eugeniki. Kolejnym ciekawym elementem jest plakat propagandowy głoszący: „wszyscy musimy zadbać o czystość naszego narodu!” („we must all be vigilant to ensure the purity of our people!”). Columbia została porównana do skrzyżowania steampunku z Miastem w Chmurach na planecie Bespin z Gwiezdnych wojen oraz do statków powietrznych z serii Final Fantasy, jednak Ken Levine porównał uzbrojone miasto do Gwiazdy Śmierci.

## Fabuła gry
Akcja gry ma miejsce w 1912 roku. Gracz wciela się w Bookera DeWitt'a, skompromitowanego byłego detektywa Agencji Pinkertona, wyrzuconego z powodu zachowania, którego Agencja nie mogła zaakceptować. Zostaje on zatrudniony przez tajemniczych pracodawców, zaniepokojonych lokalizacją Columbii, którzy zlecają mu infiltrację miasta i odnalezienie młodej kobiety – Elizabeth – która jest przetrzymywana w mieście przez ostatnie 12 lat. Znalezienie dziewczyny nie sprawiło Bookerowi wielkich trudności, jednak okazuje się, że każda ze stron stara się ją wykorzystać tak, by odwrócić losy wojny na swoją korzyść. Booker i Elizabeth, by uciec z miasta, muszą sobie nawzajem zaufać. Poza tym Elizabeth dąży do poznania mocy, jakie posiada, wierząc Comstockowi, że jest za nie odpowiedzialna. W tym celu odmawia opuszczenia miasta zanim nie pozna prawdy. Co gorsza, para jest ścigana przez Songbirda – potężnego robota, przypominającego z wyglądu ptaka, który był przyjacielem Elizabeth i opiekował się nią, kiedy była uwięziona. Maszyna została tak zaprojektowana, by czuć się winną temu, że Elizabeth udało się uciec. Hilary Goldstein z serwisu IGN porównuje go do "obrażalskiego męża", natomiast Elizabeth uważa, że wolałaby zginąć, niż być ponownie przez niego złapana.
Poza walkami wewnętrznymi, miasto jest niszczone przez tzw. rozdarcia w materii czasoprzestrzeni. Dziwna poświata, widziana przez Bookera, powoduje chwilowe zmiany na zdjęciach, banerach i osobach przebywających w pobliżu rozdarcia. Przez rozdarcia w Columbii pojawiają się przedmioty nienależące do panującej epoki, na przykład odtwarzacz płyt w barze we wczesnej wersji demo gry odtwarzał głos kobiety śpiewającej piosenkę Tears for Fears "Everybody Wants to Rule the World". Serwis 1UP.com w swojej zapowiedzi gry na targach E3 stwierdził, że Booker i Elizabeth spotkali się w 1983 roku, na co miał wskazywać kadr z filmu Revenge of the Jedi (robocza nazwa filmu Gwiezdne wojny: część VI – Powrót Jedi). Miało być to spowodowane błędem w użyciu mocy przez Elizabeth, gdy próbowała ożywić konia.
Mimo tego, iż akcja gry ma miejsce przed wydarzeniami z poprzednich części gry, Irrational Games nie potwierdziło, czy gra dzieli ten sam świat, co poprzednie tytuły. Ken Levine pozostawił to pytanie bez odpowiedzi w trakcie wywiadu przy ogłoszeniu prac nad BioShock Infinite.

## Rozgrywka
BioShock Infinite, podobnie jak poprzednie gry z serii, jest grą typu first-person shooter z elementami gry fabularnej. Gracz do przemieszczania się po mieście wykorzystuje przymocowany do ręki hak, system kolei łączących poszczególne części miasta o nazwie Skyline oraz inne środki transportu w celu znalezienia Elizabeth. W celu eliminacji przeciwników, bohater może używać broni na wiele sposobów. Dzięki środkom o nazwie Wigor DeWitt zyskuje nowe moce i umiejętności (są to odpowiedniki plazmidów i toników znanych z poprzednich części gry). Wigor aktywuje nowe moce takie jak telekineza, manipulacja elektrycznością czy kontrolowanie NPCów. W przeciwieństwie do poprzednich części, gracz wybiera umiejętności już na stałe, nie mogą one zostać usunięte ani zmienione, co kładzie nacisk na konsekwencje wyborów, jakich dokona gracz. W grze zamiast znanej z poprzednich części substancji EVE znajdziemy sole do "zasilania" naszych mocy.
Gdy gracz odnajdzie już Elizabeth, która też jest wyposażona w pewne moce, musi z nią współpracować w celu ucieczki z Columbii. Na przykład, Elizabeth może przywołać burzę nad wrogami, a DeWitt wywołać wyładowania, które wykończą przeciwników. Gracz nie będzie miał jej pod kontrolą, ale Elizabeth będzie reagowała na zachowanie gracza oraz odpowiednio do sytuacji, podobnie jak sztuczna inteligencja w grze Left 4 Dead, według Levine'a. Poza tym, Elizabeth może oddziaływać na rozdarcia w materii czasoprzestrzeni przywołując różne obiekty. Gracz nie będzie musiał chronić dziewczyny. Levine stwierdził, że współpraca z Elizabeth nie jest w żadnym wypadku rodzajem misji eskortowej, przypominając, że graczom nie podobało się zadanie ochrony Little Sisters pod koniec gry BioShock.
Parze bohaterów będzie usiłowało przeszkodzić wielu przeciwników. Poza Songbirdem, który ma za zadanie wydrzeć Elizabeth z rąk gracza, poluje na nich Złota Rączka (pierwotnie nazywany Alpha), golem przypominający androida z ludzkim sercem i głową.

## Wydanie odświeżonych wersji
13 września 2016 roku w Ameryce Północnej, 15 września 2016 roku w Australii i 16 września 2016 roku w Europie gra miała premierę na konsolach PlayStation 4 i Xbox One w ramach zestawu BioShock: The Collection. Produkcja ma poprawioną oprawą graficzną w stosunku do pierwowzoru – zawiera lepsze tekstury, a wersje na konsole obsługują rozdzielczość 1080p i działają w 60 kl./s.